# Kadanovci
Kadanovci är en ort i Kroatien.   Den ligger i länet Slavonien, i den östra delen av landet, 160 km öster om huvudstaden Zagreb. Kadanovci ligger 133 meter över havet och antalet invånare är 219.
Terrängen runt Kadanovci är kuperad åt nordväst, men åt sydost är den platt. Runt Kadanovci är det ganska glesbefolkat, med 23 invånare per kvadratkilometer. Närmaste större samhälle är Slavonski Brod, 18,4 km sydost om Kadanovci. Trakten runt Kadanovci består till största delen av jordbruksmark.